# 孫撝
孫撝，字自谦，元朝曹州（今山东省菏泽市）人。
至正二年（1342年）进士，授济宁路录事。张士诚据高邮反元，有人说他有归降意，朝廷选派乌马儿为使，招谕张士诚，而用孫撝作为副使。孫撝家居，不知情况。中书任命孫撝为集贤待制虚衔，给派驿车，到他家起用他。孫撝勉力抵达高邮，张士诚不迎接诏使。孫撝等已经入城，反覆开导，张士诚等都肃然而听。随后拘押到其他房间，有时一天送一顿饭，有时隔一天送一顿饭，想要让投降，孫撝只是斥骂。于是令其党打孫撝，肆意陵辱，孫撝没有惊惧。张士诚迁都平江府，孫撝与张士诚部将张茂先同谋，将孫撝所授的站马札子（驿站公文），派遣壮士浦四、许诚赴镇南王府，约定日期进兵收复高邮。计划泄露，抓住孫撝问讯，孫撝骂声不绝，最后被杀害。后张士诚军中见失节之人，于是讥笑说：“此人岂能与孙待制相比。”朝廷得知，追赠翰林侍读学士、中奉大夫、护军，追封曹南郡公，谥忠烈。赐田三顷抚恤其家。